# Papryka z Espelette

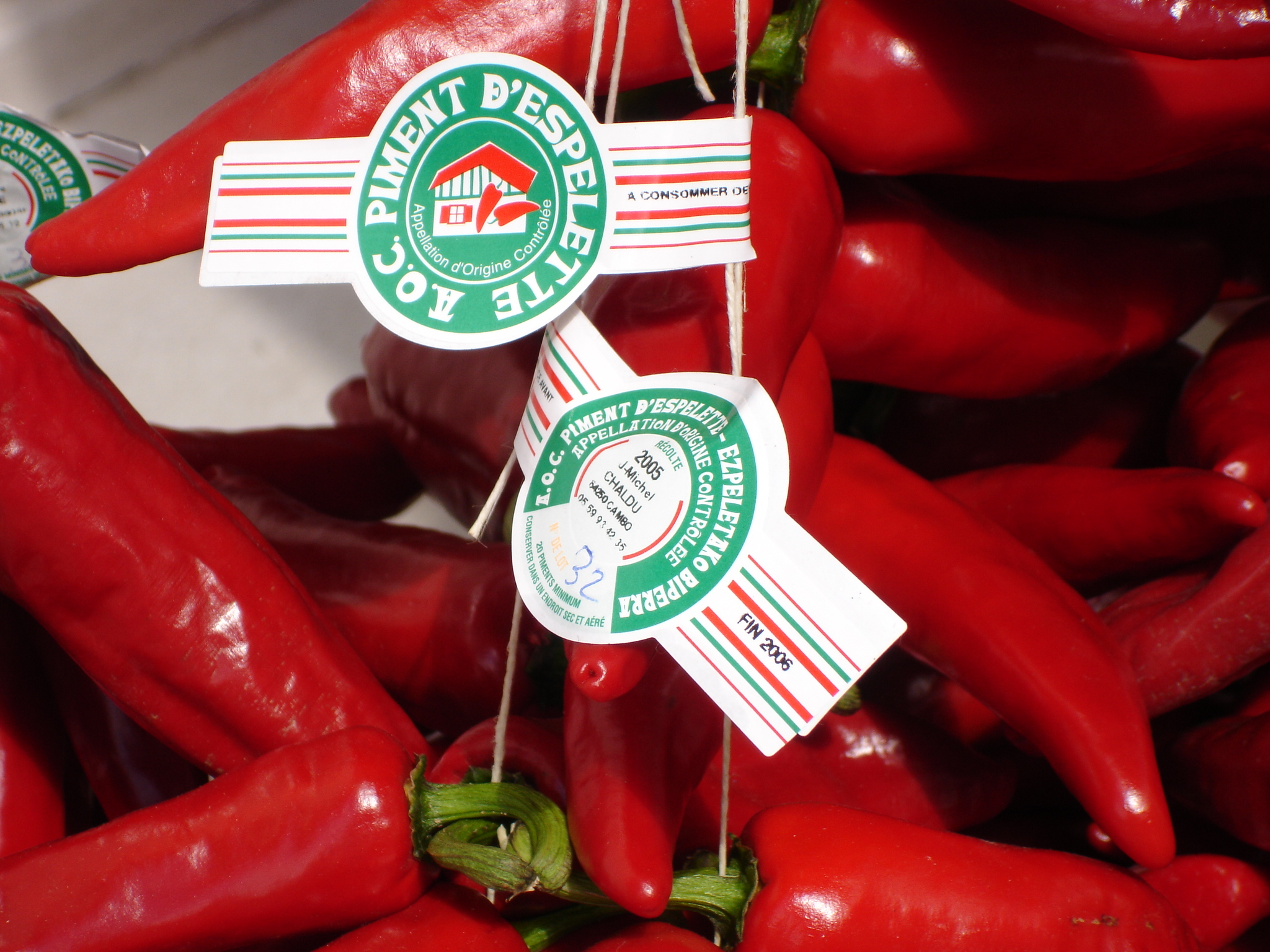
Papryka z Espelette

Papryka z Espelette (fr. Piment d'Espelette, bask. Ezpeletako biperra) – odmiana papryki chili, która uprawiana jest we francuskiej gminie Espelette (Pireneje Atlantyckie). Od 1 czerwca 2000 zyskał status AOC, a od 22 sierpnia 2002 posiada oznaczenie pochodzenia geograficznego produktów rolnych w UE.
Roślina została sprowadzona do Francji z Meksyku w XVI wieku. Początkowo odgrywała rolę leczniczą, a potem zaczęto ją stosować jako przyprawę, przede wszystkim do mięsa i szynki. Obecnie jest jedną z najistotniejszych przypraw kuchni baskijskiej, w której zastępuje pieprz czarny, np. w daniu pipérade.
Papryka z Espelette jest zbierana późnym latem, a we wrześniu girlandy tej przyprawy wiszą na balkonach i ścianach domów aż do wyschnięcia. W październiku odbywa się też festiwal tej przyprawy. Przyprawę można nabywać świeżą (w girlandach) lub suszoną, jak również mieloną oraz marynowaną w słoikach. Służy jako dodatek do mięs, ryb, sosów, a nawet serka twarogowego.